# Andriy Yarmolenko
Andriy Mykolaiovych Yarmolenko (em ucraniano: Андрій Миколайович Ярмоленко; Leningrado, 23 de outubro de 1989) é um futebolista russo naturalizado ucraniano que atua como ponta-direita. Atualmente joga no Dínamo de Kiev.

## Carreira
Após se destacar no Dínamo de Kiev, Yarmolenko foi contratado pelo Borussia Dortmund em agosto de 2017, chegando com a missão de substituir o francês Ousmane Dembélé. No entanto, depois de apenas uma temporada no clube alemão, em julho de 2018 foi anunciado pelo West Ham.

### Seleção Nacional
Convocado para a Seleção Ucraniana desde 2009, Yarmolenko disputou as Eurocopas de 2012, 2016, 2020 e 2024.

## Títulos
Dínamo de Kiev
- Premier-Liha: 2008–09, 2014–15, 2015–16 e 2024–25
- Copa da Ucrânia: 2013–14 e 2014–15
- Supercopa da Ucrânia: 2009, 2011 e 2016

### Prêmios individuais
- Melhor Jogador Jovem da Ucrânia: 2010 e 2011
- Futebolista Ucraniano do Ano: 2013, 2014, 2015 e 2017
- Craque da Premier-Liha: 2014–15, 2015–16 e 2016–17